# Stojan Daskalow
Stojan Zekow Daskalow (bulgarisch Стоян Цеков Даскалов; * 22. August 1909 in Liljatsche; † 18. Mai 1985 in Sofia) war ein bulgarischer Schriftsteller.

## Leben
Daskalow studierte zunächst Slawistik in Sofia und war dann als Lehrer in einer ländlichen Region Bulgariens tätig. In seinem dreiteiligen Roman Път (Weg) aus dem Jahr 1945, widmete er sich der damals aktuellen Situation der bulgarischen Landbevölkerung. Auch in späteren Werken thematisierte er die Lebensverhältnisse auf dem Land in den Zeiten des damaligen Übergangs zu sozialistischen Produktionsverhältnissen in Bulgarien.
Er wurde mit dem Dimitroffpreis ausgezeichnet.

## Werke
- Улица Петропавловска, Novelle
- Магдина чука
- Мелницата Липованска, (Übersetzung aus dem Türkischen)
- Път, Roman, 1945
- Първа дружба
- Стубленските липи
- Devoikata ot prochoda, Erzählungen (deutsch: Das Mädchen vom Pass, 1953)
- Поколение без земя
- Есенно сено
- Земя на апостоли
- Предшественикът
- Своя земя, Roman
- Паричката
- Звънчето на Рогуша
- оите ученици

## Filmografie
- Неспокоен път, 1955
- Тайната вечеря на седмаците, 1957
- Стубленските липи, 1960
- Село край завод, 1969
- Опак човек, 1973
- Дъщерите на началника, 1973